# Culberson County
Culberson County är ett administrativt område i delstaten Texas, USA, med 2 398 invånare (2010). Den administrativa huvudorten (county seat) är Van Horn. 
Del av Guadalupe Mountains nationalpark ligger i countyt. 

## Geografi
Enligt United States Census Bureau så har countyt en total area på 9 876 km². 9 873 km² av den arean är land och 3 km² är vatten. Culberson County har fem bergstoppar som när över 2 400 meter över havet.

### Angränsande countyn
- Eddy County, New Mexico - norr
- Reeves County - öster
- Jeff Davis County - söder
- Hudspeth County - väster
- Otero County, New Mexico - nordväst